# Arbenbiwak
Das Arbenbiwak ist eine auf 3224 m ü. M. liegende Schutzhütte in den Walliser Alpen an der Südwand des Ober Gabelhorn in der Nähe von Zermatt.
Die Hütte war ein Geschenk der königlichen niederländischen Alpenvereinigung (KNAV) im Juli 1977 anlässlich des 75-Jahr-Jubiläums des KNAV.